# Stanisław Witkowski (pułkownik)
Stanisław Witkowski (ur. 4 kwietnia 1893 w Skierniewicach, zm. 25 sierpnia 1957 w Nałęczowie) – pułkownik uzbrojenia inżynier Wojska Polskiego II RP, Polskich Sił Zbrojnych na Zachodzie oraz Wojska Polskiego w okresie powojennym. Organizator przemysłu wojskowego. Honorowy Komandor Orderu Imperium Brytyjskiego (CBE). Kawaler Orderu Virtuti Militari.

## Życiorys

### Młodość
Jako uczeń skierniewickiej szkoły realnej należał do „Zet“/„Zarzewia“. W 1912 zapisał się na Wydział Budowy Maszyn Politechniki Lwowskiej. Wstąpił tam do zarzewieckich Polskich Drużyn Strzeleckich, służąc w Pierwszej Kompanii Akademickiej. Dwa lata później został przyjęty w szeregi Legionów, służył w 1 pułku artylerii, z którym podzielił losy wojenne i okres internowania w Szczypiornie i Łomży. 
W listopadzie 1918 brał czynny udział w rozbrajaniu Niemców w Skierniewicach, a następnie zaciągnął się do wojska i wyruszył na front wschodni, podejmując służbę w warsztatach amunicyjnych.

### W odrodzonej Polsce
Brał aktywny udział w organizacji wojska odrodzonej Polski. W 1922 zorganizował i kierował Wojskową Wytwórnią Amunicji w Warszawie, zlokalizowaną w dawnych budynkach Towarzystwa Akcyjnego „Gerlach i Pulst" na Woli. Wyposażona w przestarzałe maszyny, pochodzące przeważnie z niemieckiej fabryki broni w Gdańsku wytwórnia, w 1923 wyprodukowała 9,2 tys. sztuk karabinów, a w trzech następnych latach 64,6 tys.
1 lutego 1927 Witkowski został szefem wydziału w Departamencie Uzbrojenia Ministerstwa Spraw Wojskowych. W tym samym roku ukończył studia na Wydziale Mechanicznym Politechniki Warszawskiej.
W 1930 został zastępcą szefa Departamentu Uzbrojenia i awansował na podpułkownika. W marcu 1932 został przeniesiony do Instytutu Badań Materiałów Uzbrojenia na stanowisko kierownika. 1 stycznia 1935, już jako pułkownik, został mianowany kierownikiem Instytutu Technicznego Uzbrojenia. Obie te placówki miały charakter naukowo-badawczy oraz konstrukcyjno-eksperymentalny i przyczyniły się do dobrego zorganizowania polskiego przemysłu zbrojeniowego oraz rozwinięcia prac badawczych w dziedzinie techniki. Podczas pobytów w zakładach zbrojeniowych Francji, Szwajcarii i Węgier, Stanisław Witkowski zaznajamiał się z poziomem techniki wojskowej. W 1934 został skierowany do zarządu Stowarzyszenia Mechaników Polskich z Ameryki, gdzie został członkiem zarządu Wytwórni Obrabiarek i Narzędzi Stowarzyszenia Mechaników Polskich z Ameryki (SMPzA) w Pruszkowie. Prezesem tego zarządu był Stefan Starzyński.
W drugiej połowie lat trzydziestych zastąpił pułkownika Ottona Czuruka na stanowisku szefa Biura Przemysłu Wojennego MSWojsk. w Warszawie. Utworzone 1 września 1935 roku Biuro składało się z komórek zajmujących się organizacją przemysłu wojennego oraz dostawami surowców i półfabrykatów. Zajmowało się też pracami nad rozbudową Centralnego Okręgu Wojskowego.

### Londyn
W czasie II wojny światowej przebywał w Wielkiej Brytanii. W 1940 był oficerem ds. technicznych i przemysłowych przy Naczelnym Wodzu, a w latach 1941−1945 szefem Wojskowego Instytutu Technicznego w Londynie. 4 października 1943 roku król Jerzy VI nadał mu Godność Honorowego Komandora Działu Wojskowego Orderu Imperium Brytyjskiego (CBE).

### Po wojnie
W 1946 wrócił do kraju, gdzie został szefem Działu Technicznego w Sztabie Generalnym, o czym wspomina w swoich pamiętnikach Józef Kuropieska. W kwietniu 1948 zmuszony do odejścia ze Sztabu. Następnie pracował w Polskim Komitecie Normalizacji, a w 1953 po przejściu na emeryturę został redaktorem naukowym w dziale słownictwa technicznego Państwowego Wydawnictwa Technicznego.

## Ordery i odznaczenia
- Krzyż Srebrny Orderu Wojskowego Virtuti Militari nr 7543 (17 maja 1922)[15]
- Krzyż Niepodległości (12 maja 1931)[16]
- Krzyż Oficerski Orderu Odrodzenia Polski (11 listopada 1936)[17]
- Krzyż Walecznych (czterokrotnie, 25 kwietnia 1923)[18]
- Złoty Krzyż Zasługi (19 marca 1931)[19][20]
- Srebrny Krzyż Zasługi (16 marca 1928)[21][22]
- Medal Pamiątkowy za Wojnę 1918–1921
- Medal Dziesięciolecia Odzyskanej Niepodległości
- Komandor Orderu Imperium Brytyjskiego (CBE – Wielka Brytania)
- Komandor Orderu Królewskiego Miecza (Szwecja, 1938)[23]

## Informacje dodatkowe
- W 1933 płk. Witkowski był jednym z założycieli Polskiego Związku Badania Materiałów[24].
- Również w 1933 został oficerem łącznikowym przy Tymczasowym Komitecie Doradczo-Naukowym[25].
- W roku 1938 płk. Witkowski był prezesem zarządu (istniejącego do dziś) Przeglądu Mechanicznego wydawanego wówczas przez Stowarzyszenie Inżynierów i Mechaników Polskich. W tym samym roku wybrany wiceprzewodniczącym Komisji Wydawniczej tego Stowarzyszenia[26].

## Galeria

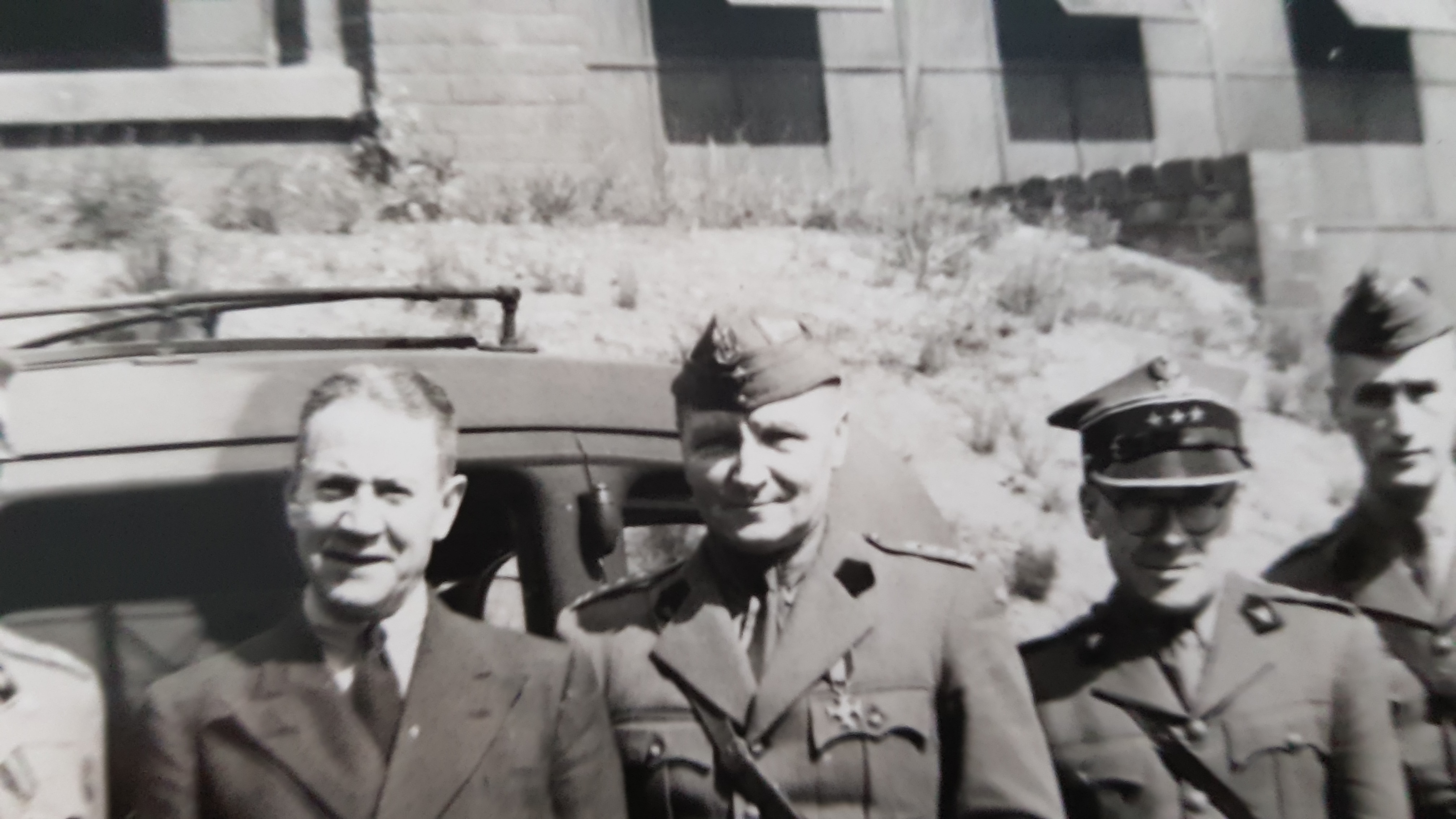
Stanislaw Witkowski w Wielkiej Brytanii
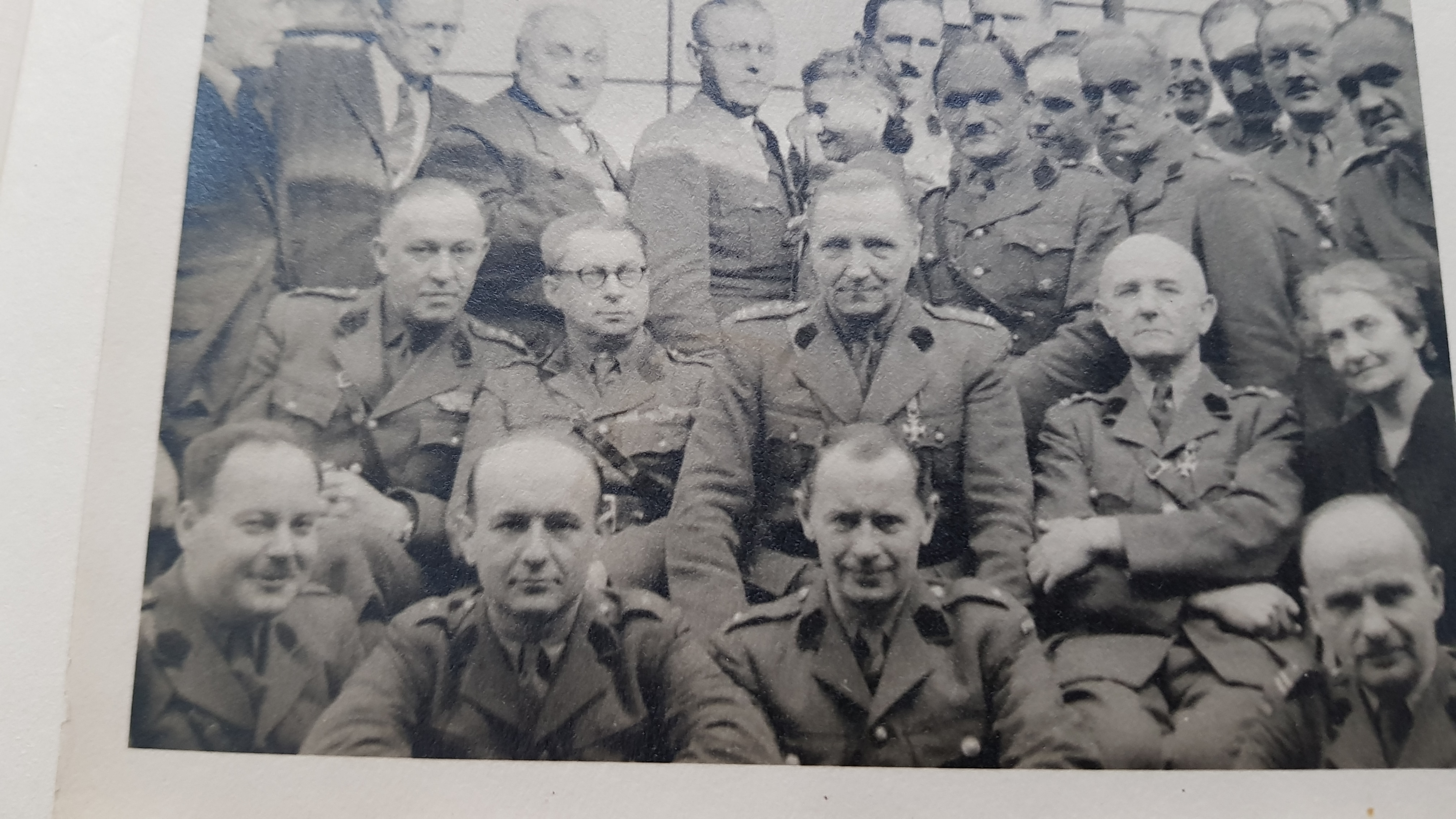
w Wielkiej Brytanii w czasie wojny
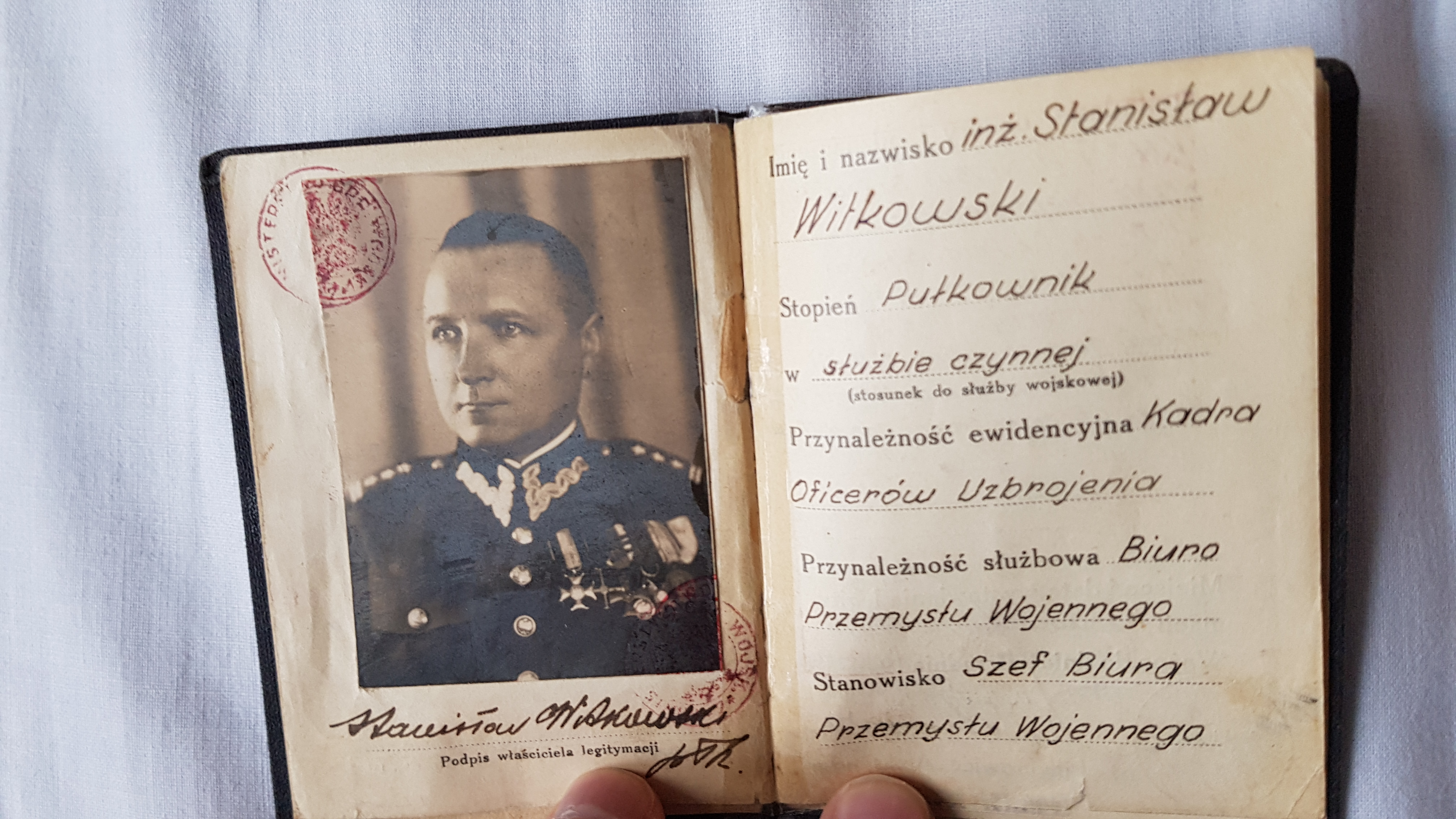
legitymacja Stanisława Witkowskiego
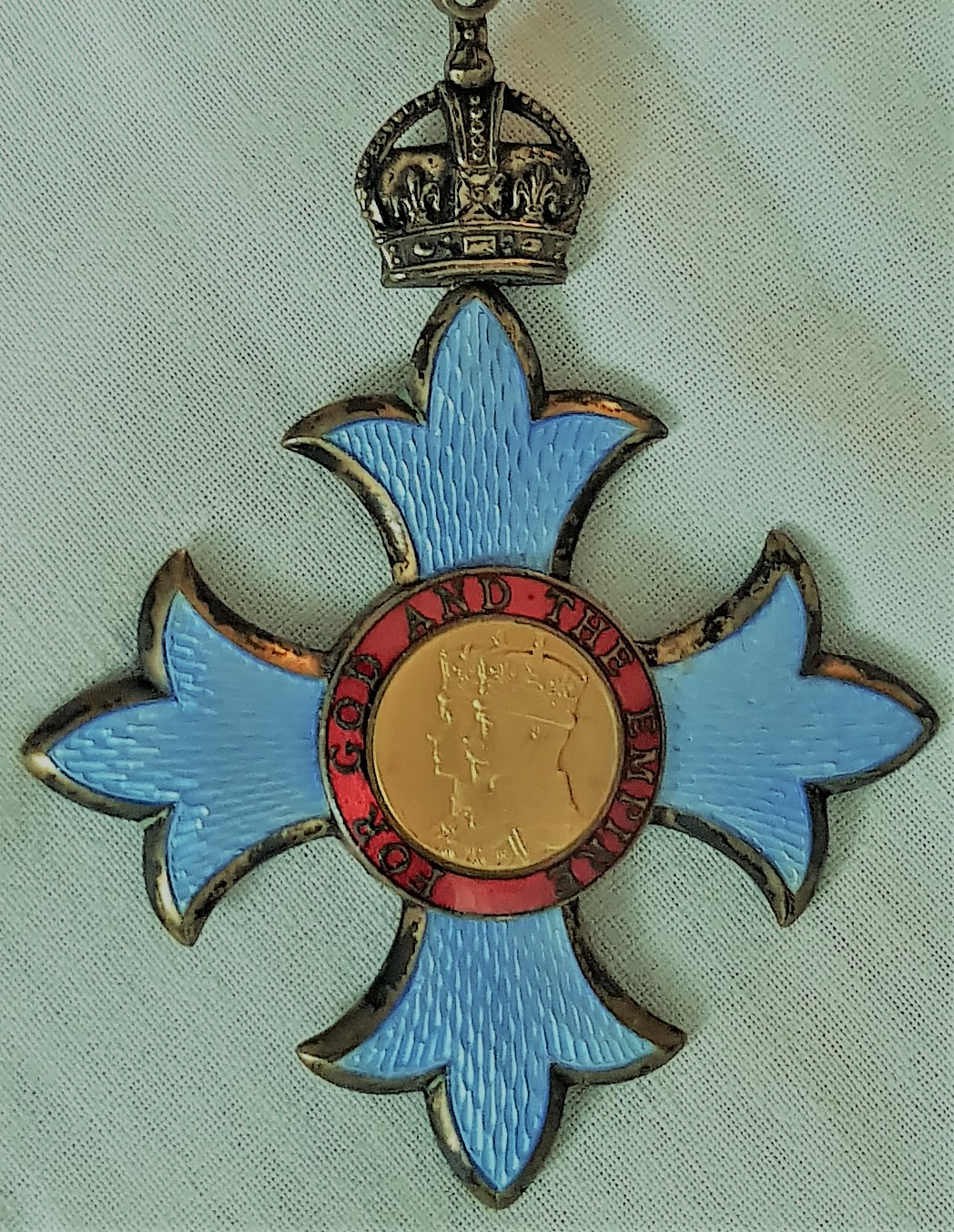
Order Komandora Imperium Brytyjskiego (CBE płk. Stanisława Witkowskiego
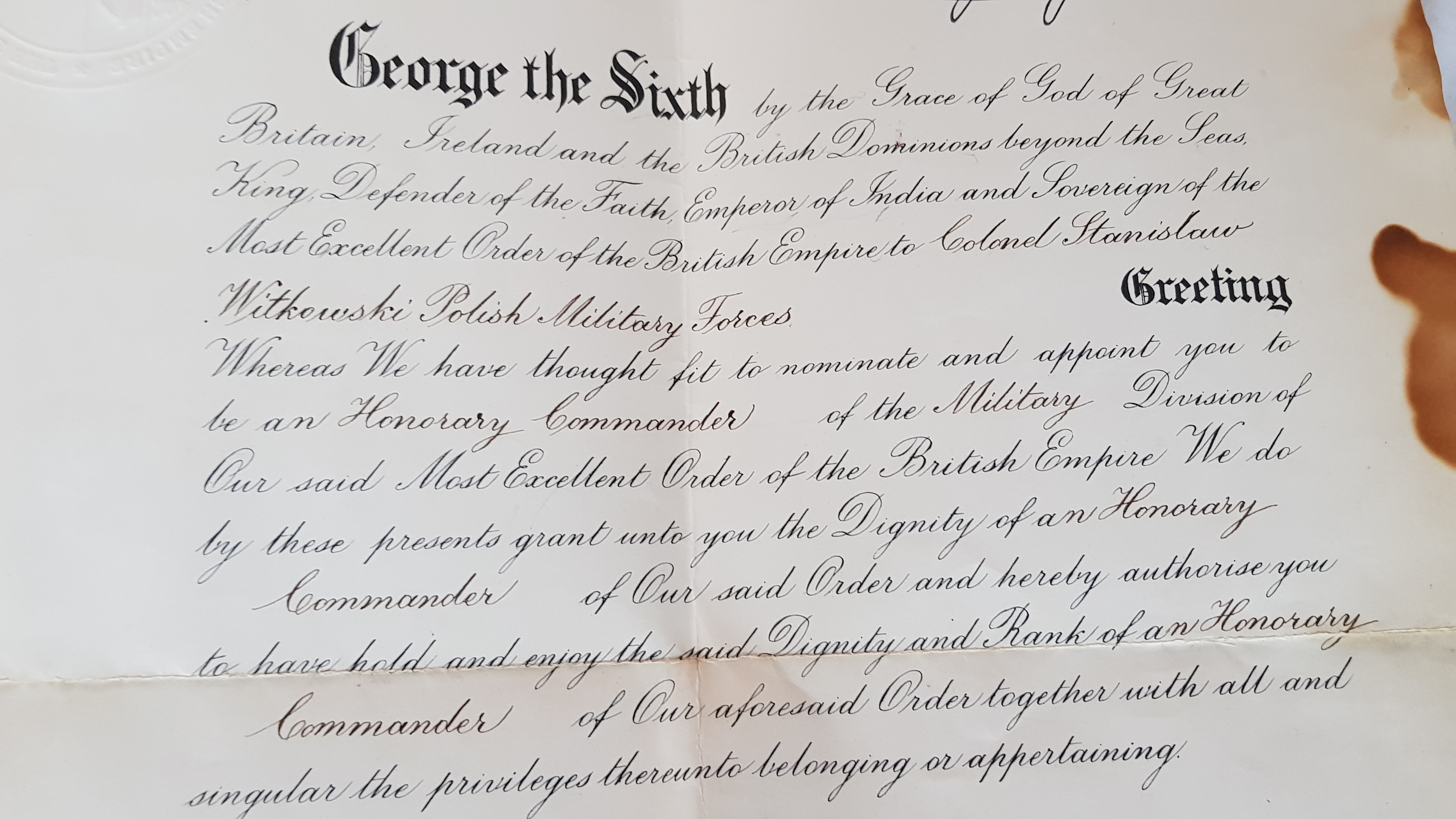
dokument nadania Orderu Imperium Brytyjskiego
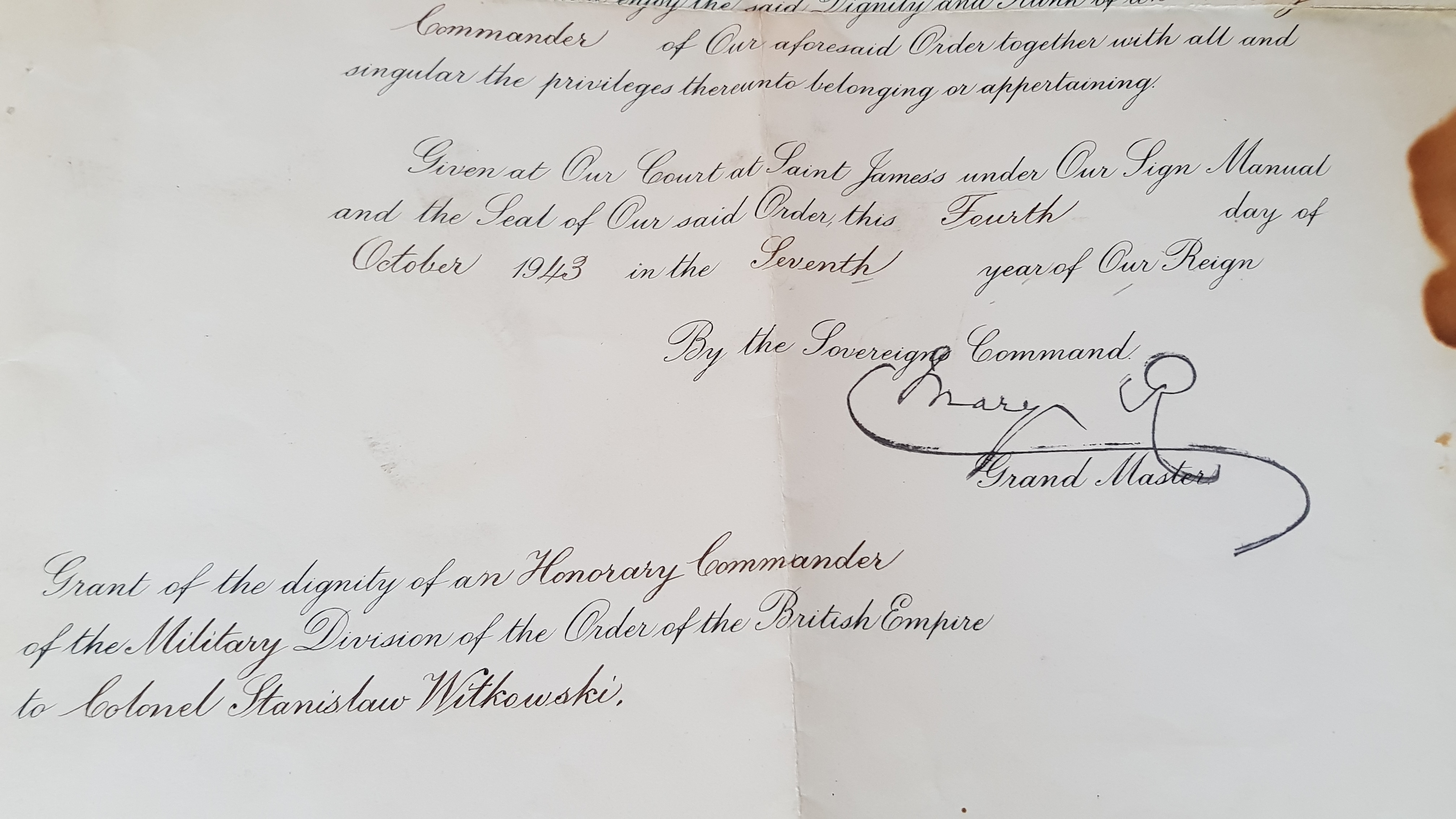
data nadania
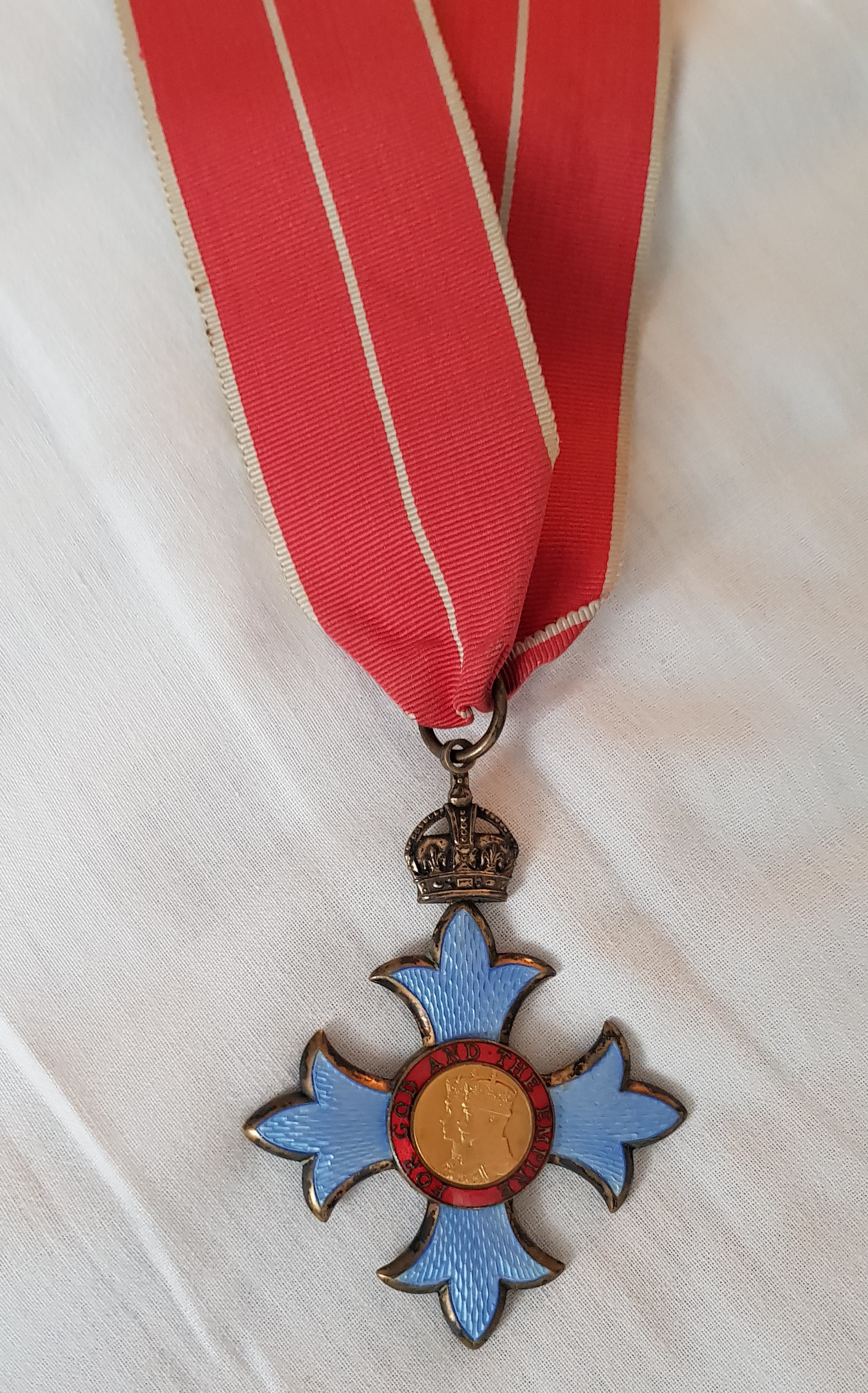
CBE pułkownika Stanisława Witkowskiego
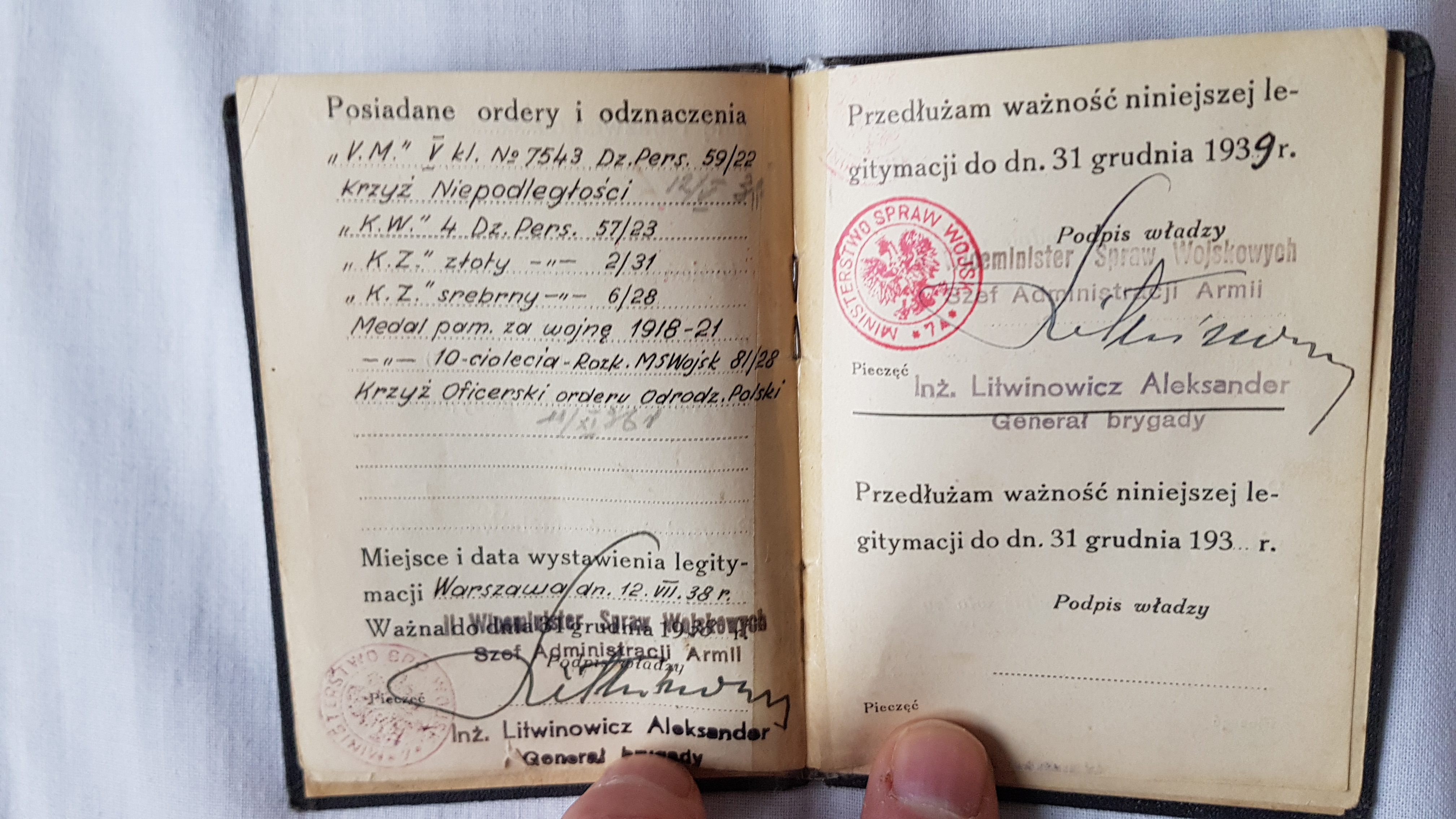
Książeczka wojskowa - przebieg służby i odznaczenia
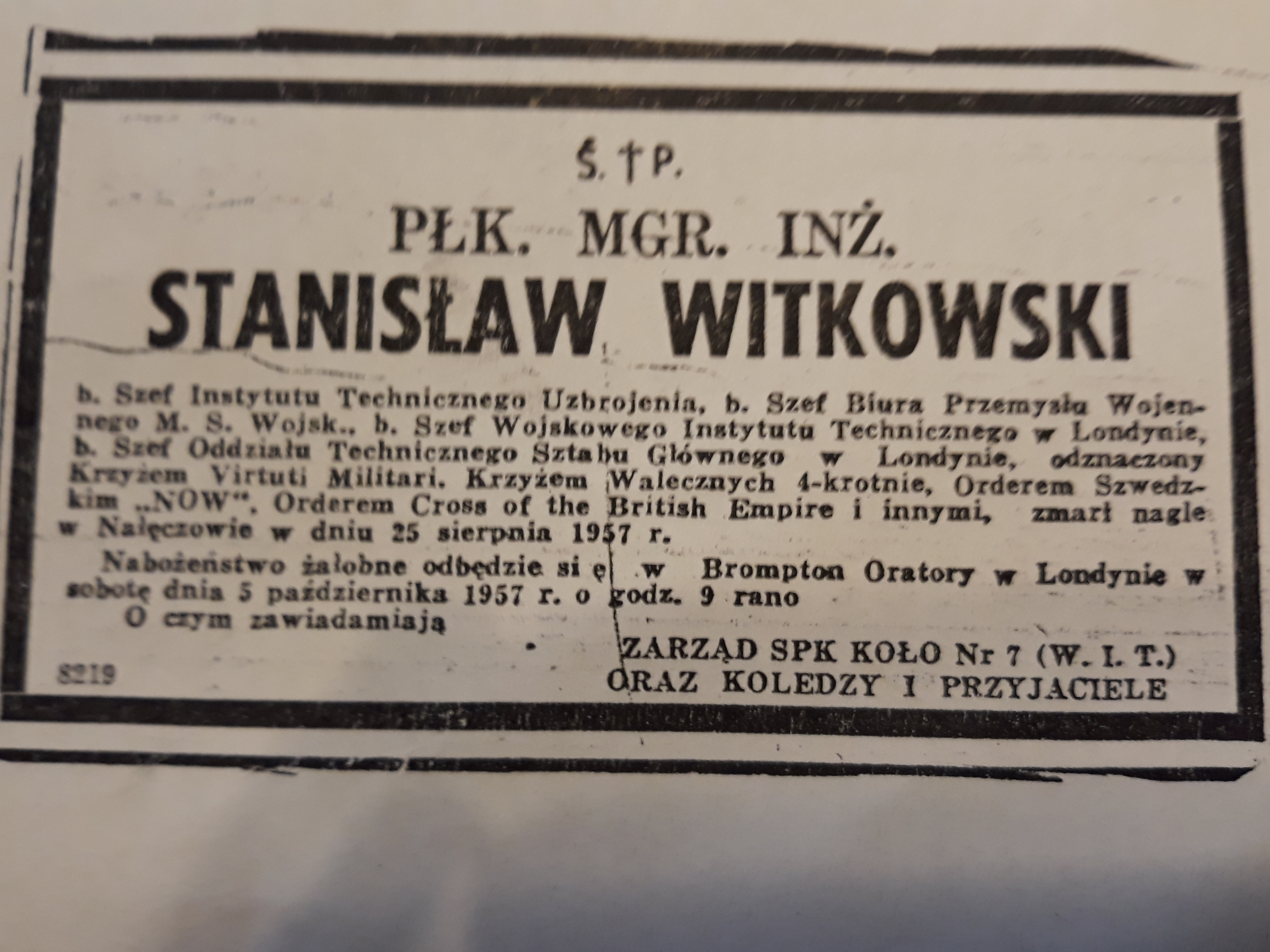
Nekrolog Stanisława Witkowskiego zawierający wykaz odznaczeń
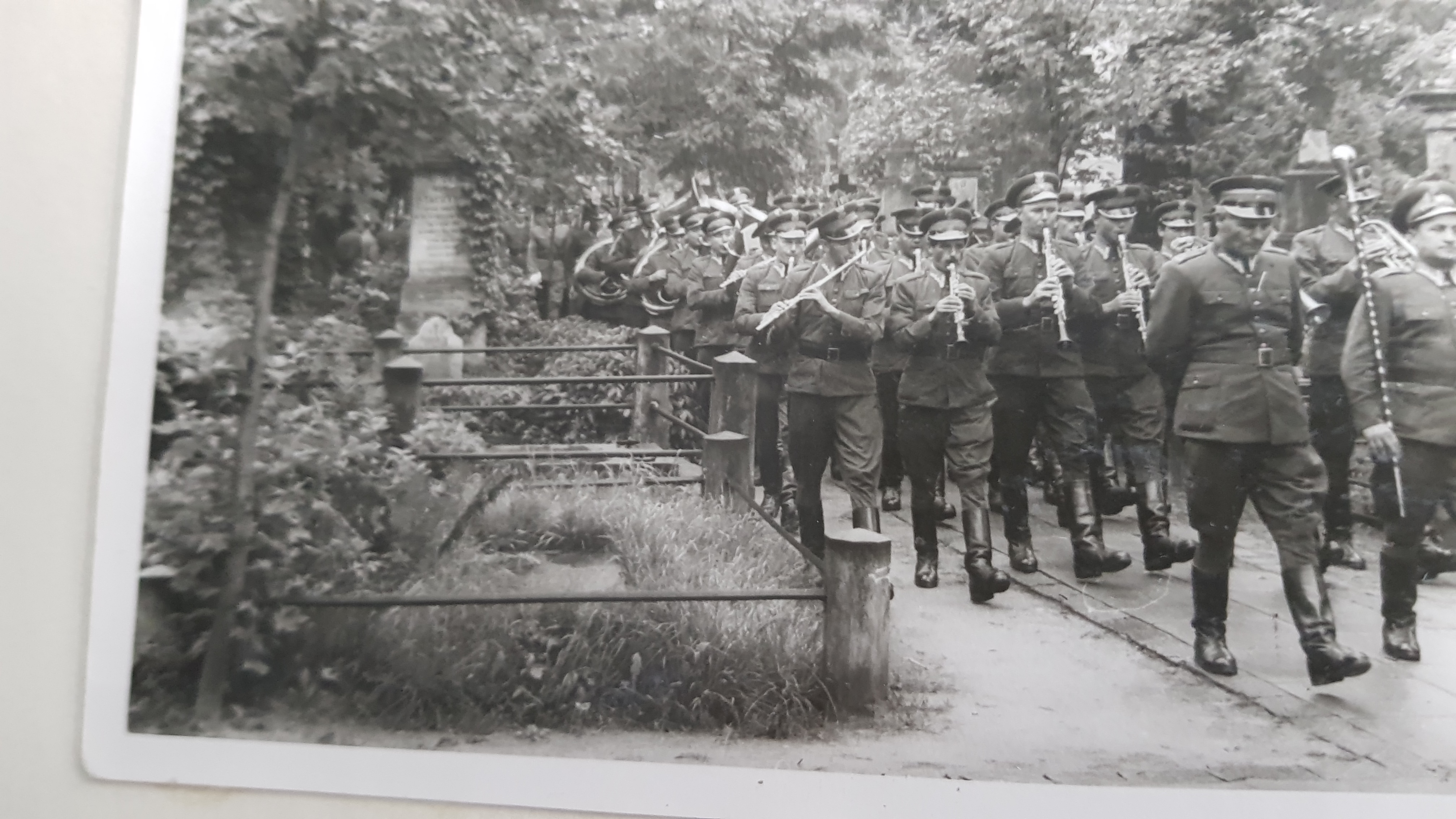
Kompania honorowa na pogrzebie Stanisława Witkowskiego